# Waldgebiet zwischen Uckersdorf und Burg
Waldgebiet zwischen Uckersdorf und Burg este o arie protejată (arie specială de conservare — SAC, sit de importanță comunitară — SCI) din Germania întinsă pe o suprafață de 117,87 ha, integral pe uscat.

## Localizare
Centrul sitului Waldgebiet zwischen Uckersdorf und Burg este situat la coordonatele 50°41′58″N 8°17′04″E / 50.6994°N 8.2844°E.

## Înființare
Situl Waldgebiet zwischen Uckersdorf und Burg a fost declarat sit de importanță comunitară în iulie 2001 pentru a proteja 2 specii de animale. Situl a fost protejat și ca arie specială de conservare în martie 2008.

## Biodiversitate
Situată în ecoregiunea continentală, aria protejată conține 4 habitate naturale: Liziere de ierburi înalte hidrofile de câmpie și de nivel montan până la alpin, Păduri de fag Asperulo-Fagetum, Păduri pe pante, grohotișuri și ravene de Tilio-Acerion, Păduri aluvionare cu Alnus glutinosa și Fraxinus excelsior (Alno-Padion, Alnion incanae, Salicion albae).
La baza desemnării sitului se află mai multe specii protejate de  mamifere (2): liliac cu urechi mari (Myotis bechsteinii), liliac comun (Myotis myotis).
Pe lângă speciile protejate, pe teritoriul sitului au mai fost identificate 6 specii de mamifere.